# Sư đoàn xe tăng 90 (Liên bang Nga)
Sư đoàn xe tăng Cận vệ 90 "Vitebsk-Novgorod" Hai lần Huân chương Cờ Đỏ (tiếng Nga: 90-я гвардейская танковая Витебско-Новгородская дважды Краснознамённая дивизия, số đơn vị quân sự: 86274) là một sư đoàn cơ giới bọc thép của Lục quân Liên bang Nga, thành lập năm 2016. Sư đoàn 90 thuộc Tập đoàn quân binh chủng hợp thành 41, Quân khu Trung tâm.
Sư đoàn được kế thừa các danh hiệu và vinh quang quân sự của Sư đoàn bộ binh ô tô Cận vệ 6 và Sư đoàn bộ binh Cận vệ 90 trước đây của Quân đội Liên Xô. Sư đoàn bộ binh 90 lại có tiền thân là Sư đoàn 325 thành lập năm 1941. Vì lòng dũng cảm và chủ nghĩa anh hùng mà quân nhân Sư đoàn 325 thể hiện trong cuộc chiến giải phóng Orel và Kursk, sư đoàn đã được trao tặng danh hiệu danh dự "Cận vệ" và được chuyển đổi thành Sư đoàn bộ binh Cận vệ 90. Năm 1943, sư đoàn được trao tặng danh hiệu danh dự "Vitebsk" vì đã đột phá qua khu vực phòng thủ Vitebsk và giải phóng thành phố Vitebsk. Vì thành tích giải phóng thành phố Polotsk năm 1944, sư đoàn đã được trao tặng Huân chương Cờ đỏ. Vào ngày 13 tháng 3 năm 1945, Sư đoàn lại thừa hưởng danh hiệu danh dự "Novgorod" và Huân chương Cờ Đỏ từ Sư đoàn bộ binh 378 đã giải tán, với nhân sự trở thành một phần của Sư đoàn bộ binh Cận vệ số 90.
Trong Chiến tranh Nga-Ukraina, Sư đoàn xe tăng 90 đã tham chiến ngay từ những trận đầu, tấn công từ phía bắc xuống Kiev. Sau đó, Sư đoàn 90 được phái sang mặt trận Đông Ukraina, được phát hiện ở Lysychansk, tỉnh Luhansk. Các trung đoàn xe tăng số 6, 80 và 239 của sư đoàn đã tham gia các trận chiến giành Avdiivka vào năm 2023-2024.
Sư đoàn xe tăng Cận vệ 90 có cơ cấu như sau:
- Sư đoàn bộ
  - Tiểu đoàn quân y độc lập 26
  - Tiểu đoàn trinh sát độc lập 30
  - Tiểu đoàn thông tin độc lập 33
  - Tiểu đoàn công binh độc lập 351
  - Tiểu đoàn hậu cần độc lập 1122
- Trung đoàn xe tăng Cận vệ 6 "Lvov" (Huân chương Lenin, Huân chương Cờ Đỏ, Huân chương Suvorov, Huân chương Kutuzov, Huân chương Bogdan Khmelnitsky)
- Trung đoàn xe tăng Cận vệ 80 (Huân chương Cờ Đỏ)
- Trung đoàn xe tăng Cận vệ 229 "Orenburg Cossack" (Huân chương Cờ Đỏ, Huân chương Suvorov, Huân chương Kutuzov, Huân chương Alexander Nevsky)
- Trung đoàn bộ binh ô tô Cận vệ 228
- Trung đoàn bộ binh ô tô 438
- Trung đoàn pháo binh tự hành Cận vệ 400 "Transylvania" (Huân chương Cờ Đỏ, Huân chương Bogdan Khmelnitsky)
- Lữ đoàn pháo phản lực Cận vệ 232
- Trung đoàn phòng không